# Marforio
Marphurius,, ou Marforio (italien : Marforio ; latin : Marphurius, Marforius) est une sculpture colossale en marbre de la Rome antique, datant du Ier siècle, représentant peut-être le dieu Neptune, l'Océan ou le Tibre. Elle est l'une des statues parlantes de Rome. Marforio a maintenu une rivalité amicale avec son rival le plus éminent, Pasquino. Comme pour les cinq autres statues parlantes, des pasquinate, c'est-à-dire des satires irrévérencieuses, toujours anonymes, se moquant des personnalités publiques les plus en vue de Rome ou des écrits diffamatoires contre le gouvernement, sont affichées à côté de Marforio aux XVIe et XVIIe siècles. De ce fait, elle connut une notoriété particulière pendant la Renaissance.
La statue est conservée dans les Musées du Capitole, dans la cour du Palais Neuf à Rome.

## Histoire
La grande sculpture est utilisée dès l'Antiquité pour décorer une fontaine. Elle est attribuée sur des bases stylistiques à l'époque des Flaviens.
Elle a été trouvée dans le Forum d'Auguste, près du Temple de Mars vengeur, dans la zone appelée plus tard le Forum de Mars, d'où vient probablement le nom, en raison de la déformation du nom latin du lieu. L'origine de son nom fait toutefois l'objet de débats. La statue est découverte avec un bassin de granit portant l'inscription « mare in foro », mais peut aussi trouver son origine dans le nom latin de la zone dans laquelle elle est découverte (Martis Forum), ou de la famille Marioli (ou Marfuoli) qui possédait une propriété près de la Tullianum, également près du forum, où la statue serait restée jusqu'en 1588 . Une autre hypothèse accréditée est celle rapportée par certains historiens qui attribuent la statue à la personnification de la Nera (rivière), qui fournit la plupart de ses eaux au Tibre. Cette thèse est rapportée dans quelques beaux vers de E. Morelli .
Le Marfoi est un symbole de Rome à partir de la fin du XIIe siècle. Poggio Bracciolini voit en la statue l'une des sculptures survivantes de l'Antiquité.
C'est l'humaniste et antiquaire Andrea Fulvio qui l'identifie pour la première fois comme un dieu de rivière, en 1527. Au début du XVIe siècle, elle se trouve encore près de l'Arc de Septime Sévère, là où divers auteurs la décrivent.
Elle est déplacée, à la demande du pape Sixte V, d'abord sur la place de la basilique San Marco Evangelista al Campidoglio en 1588, puis sur la place du Capitole en 1592, du côté du mur de remblai de la basilique Santa Maria in Aracoeli, face au Palais des Conservateurs, pour orner une fontaine conçue par Giacomo della Porta. En 1594, elle est restaurée par Bescapé, avec la reconstruction totale d'une partie du visage, du pied droit et la main gauche tenant un coquillage, attribut typique de l'Océan, détail qui justifierait l'inscription mentionnée. Au milieu du XVIIe siècle, le pape Innocent X fait à nouveau déplacer la statue et la fontaine en raison de travaux de fouilles vers Santa Maria in Aracoeli, nécessaires à la construction du Palais Neuf qui doit compléter la place du Capitole. L'ensemble du groupe est ensuite placé dans la cour du même Palais Neuf où il se trouve actuellement.
À l'occasion du transfert effectué par Sixte V, le grand bassin circulaire en granit noir et blanc dont la statue était l'ornement est également retrouvé, mais il est d'abord laissé à sa place et utilisé comme abreuvoir dans le Campo Vaccino. En 1818, il est placé devant l'un des dompteurs de chevaux sur la colline du Quirinal, souvent connu dans le passé sous le nom d'Alexandre et Bucéphale.

## Description
La statue est de dimensions colossales.  Elle représente une déité aquatique barbue et couchée, ou Océan, qui, dans le passé, a été parfois identifiée comme une représentation de Jupiter, Neptune ou du Tibre. Le personnage est allongé sur le flanc gauche, le regard baissé ; il porte de longs cheveux, une barbe, et d'épaisses moustaches.